# Racha Kirakosian
Racha Kirakosian (* 1986 in Al-Malikiya, Syrien) ist eine deutsche Altgermanistin/Mediävistin, sie ist Professorin an der Albert-Ludwigs-Universität Freiburg. Ihre Forschungsschwerpunkte liegen an der Schnittstelle von Frauengeschichte, Textkultur und Religion des Mittelalters.

## Leben
Racha Kirakosian wuchs im nordhessischen Bebra auf.  Im Jahr 2005 legte sie das Abitur an der Jakob-Grimm-Schule Rotenburg an der Fulda ab. Anschließend studierte sie Deutsche Philologie und Mittlere und Neuere Geschichte an der Georg-August-Universität Göttingen sowie Kunstgeschichte und Digitale Geisteswissenschaften an der École nationale des chartes in Paris. Ihre Promotion absolvierte sie an der Universität Oxford.

## Wirken
Nach der Promotion war Kirakosian als Assistenzprofessorin für Altgermanistik und Religionsgeschichte an der Harvard University tätig. Seit 2020 ist sie Professorin für Mediävistik an der Albert-Ludwigs-Universität Freiburg. Sie wurde über wissenschaftliche Kreise hinaus mit dem von ihr an der Harvard University angebotenen Seminar zur Fernsehserie Game of Thrones bekannt, in dem sie populäre Vorstellungen vom Mittelalter kritisch hinterfragte. Ihr Seminar thematisierte unter anderem die Darstellung religiöser, politischer und gesellschaftlicher Strukturen im Vergleich zu historischen Wirklichkeiten und sollte Studierende für eine differenzierte Betrachtung des Mittelalters sensibilisieren.
Ein weiterer Schwerpunkt ihrer Arbeit ist die Erforschung von Ekstaseerfahrungen in der Geschichte, wie sie in ihrem Buch Berauscht der Sinne beraubt darlegt. In diesem Werk zeigt sie, dass Konzepte wie Trance, Selbsttranszendenz und spirituelle Entrückung kultur- und epochenübergreifende Phänomene sind, die sowohl religiöse Praktiken als auch moderne gesellschaftliche Ereignisse wie Konzerte oder Sportveranstaltungen prägen. Kirakosian betont, dass Ekstase im Mittelalter oft durch rituelle Praktiken religiös unterfüttert war und dass das bewusste „Loslassen“ als Voraussetzung für ekstatische Zustände galt.

## Schriften (Auswahl)
- Die Vita der Christina von Hane. Untersuchung und Edition. Berlin 2017, ISBN 3-11-053559-9.[4]
  - The Life of Christina of Hane. Translation, Introduction and Annotation. New Haven 2020, ISBN 978-0-300-25099-2.
- From the Material to the Mystical in Late Medieval Piety. The Vernacular Transmission of Gertrude of Helfta’s Visions. Cambridge 2021, ISBN 978-1-108-89365-7.
- Berauscht der Sinne beraubt. Eine Geschichte der Ekstase. Berlin 2025, Propyläen Verlag, ISBN 9783549100349.